# Danny Kaye

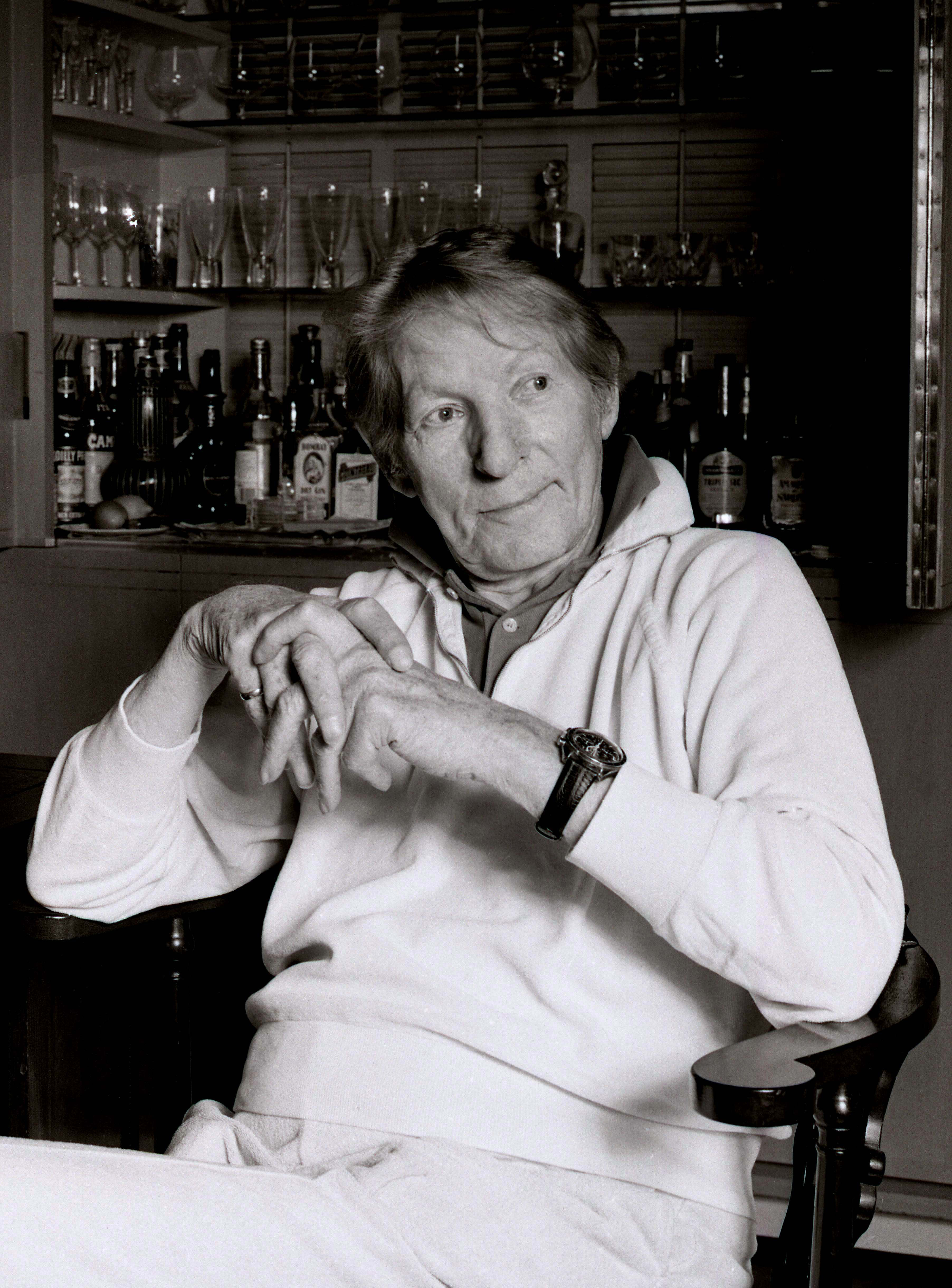
Danny Kaye (1986)

Danny Kaye (eigentlich Daniel David Kaminsky; * 18. Januar 1911 in Brooklyn, New York; † 3. März 1987 in Los Angeles, Kalifornien) war ein US-amerikanischer Schauspieler, Komiker und Sänger. Er war über viele Jahre einer der beliebtesten Komiker Amerikas und spielte Hauptrollen in Komödien wie Der Hofnarr und Weiße Weihnachten.

## Leben

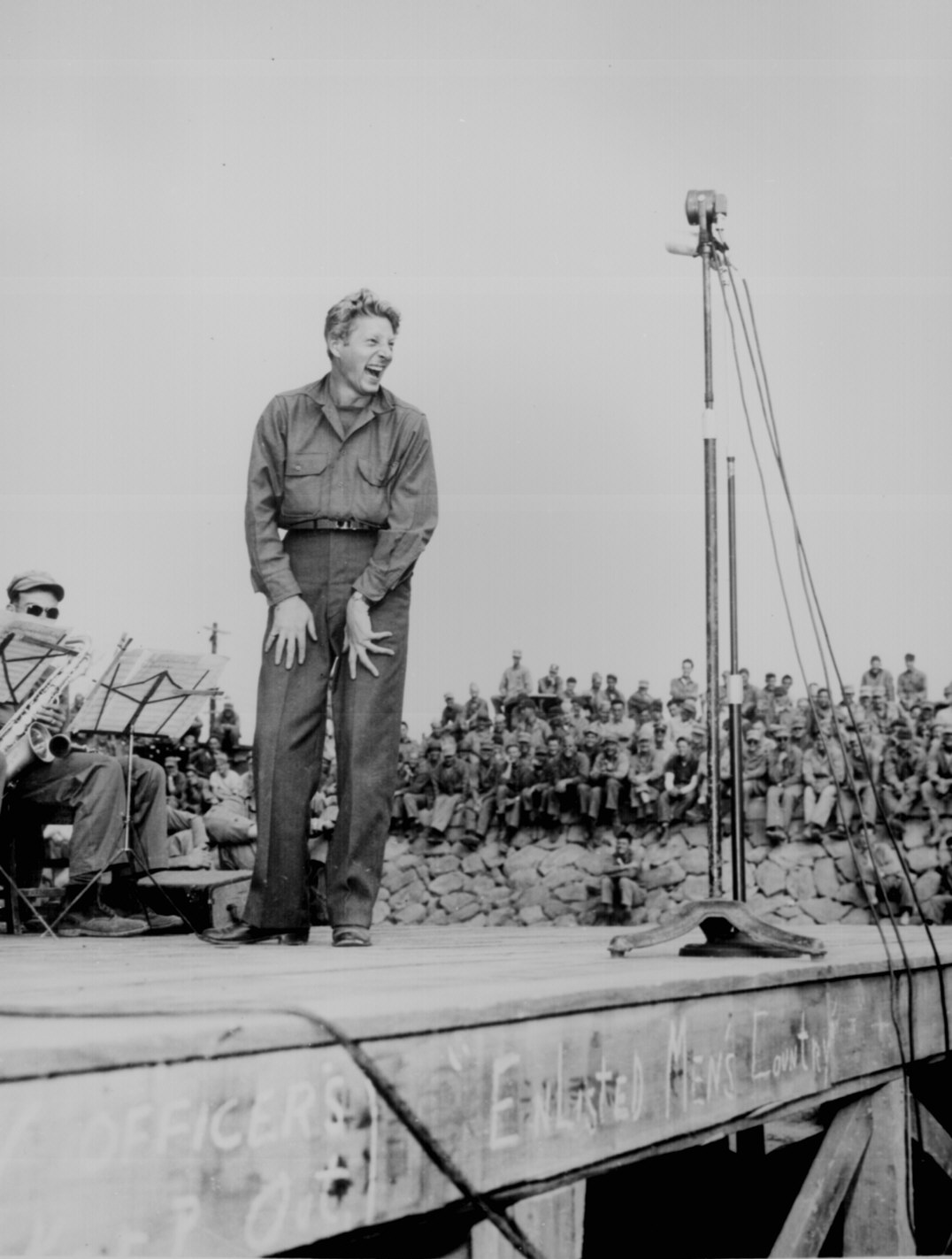
Danny Kaye (25. Oktober 1945 in Japan als Truppenbetreuer)

Als Sohn jüdischer Einwanderer aus Jekaterinoslaw im Russischen Kaiserreich – sein Vater war Schneider – erlebte er seine Kindheit weitgehend in bescheidenen Verhältnissen. Er verließ die Schule mit 13 Jahren und lernte die Grundzüge des Showbusiness in dem berühmten „Borscht-Gürtel“ der Catskills. 1933 schloss er sich dem Tanzpaar Dave Harvey und Kathleen Young an. In der Premierenvorstellung verlor er die Balance, und das Publikum brach in Gelächter aus. Umgehend baute Kaye dieses Missgeschick in seine Rolle ein.
Mit der Straw Hat Revue hatte der rothaarige Kaye 1939 sein Broadway-Debüt. Das darauf folgende Musical Lady in the Dark (1941) verhalf ihm zum Durchbruch beim Publikum und den Agenten. In 39 Sekunden ratterte er in einem Song mit dem Namen Tschaikowsky mehr als fünfzig mehrsilbige russische und polnische Komponistennamen herunter. Eine ähnliche Schnellsprechleistung absolvierte Kaye auch in Der Hofnarr (The Court Jester, 1956) („The pellet with the poison’s in the vessel with the pestle; the chalice from the palace has the brew that is true.“). Dieses führte zu seinem Titel als „schnellste Klappe Hollywoods“.
1940 heiratete Kaye Sylvia Fine, die für ihn von da an auch die Rolle einer Managerin übernahm. Praktisch alle seine Liedtexte und viele seiner Moderationen verfasste sie fortan. Mit Fine hatte er eine 1946 geborene Tochter.
Während der 1950er- und 1960er-Jahre setzte Kaye seine Arbeit in Filmen fort und bekam 1963 mit der Danny Kaye Show auch seine eigene Fernsehshow, die ein Riesenerfolg wurde und ihm bereits im ersten Jahr einen Emmy einbrachte. Im Fernsehen übernahm er auch die Rolle des Captain Hook in Peter Pan (1976) und des Meister Geppetto in Pinocchio (1976).
Im Film hatte Danny Kaye herausragende Erfolge wie 1947 in Das Doppelleben des Herrn Mitty neben Virginia Mayo, die auch in vielen anderen Filmen seine Partnerin spielte, sowie Boris Karloff, der vor allem als Frankenstein-Monster in den Horrorfilmen der 1930er-Jahre berühmt wurde. Oder 1954 in Weiße Weihnachten (White Christmas) an der Seite von Bing Crosby, der das bekannte Weihnachtslied White Christmas, diesmal in einem Technicolorfilm ein weiteres Mal sang, und neuerlichen großen Erfolg damit feiern konnte. Sowie, wie oben erwähnt, 1956 in dem Ritterfilm Der Hofnarr (The Court Jester), wo es mit ihm hervorragende Fechtduell-Szenen gibt, unter anderem mit Basil Rathbone, der ein Weltklasse-Fechter in Hollywood-Filmen war. Rathbone schrieb 1960 in seiner Autobiografie In and Out of Character über Danny Kaye, der niemals zuvor gefochten hatte, er sei ein Naturtalent. Kaye sei nach lediglich drei Wochen Training so gut gewesen wie er selbst.
In Jakobowsky und der Oberst (Me and the Colonel, 1958) brillierte Kaye an der Seite von Curd Jürgens. Die Rolle brachte ihm 1959 den zweiten Golden Globe in der Kategorie Bester Hauptdarsteller – Musical/Komödie ein, den er 1952 schon einmal für An der Riviera (On the Riviera, 1951) erhalten hatte.
1981 trat er zusammen mit den New Yorker Philharmonikern als Dirigent in An Evening with Danny Kaye mit vielen weltbekannten klassischen Stücken auf. Die Show zugunsten der Pensionskasse der Orchestermusiker fand im Lincoln Center statt, die Eröffnungsnummer dirigierte Zubin Mehta. Seinen letzten Auftritt hatte er 1986 in der Bill-Cosby-Show. Er spielte in der Folge Wer hat Angst vorm Zahnarzt? den Zahnarzt Dr. Burns.
Danny Kaye starb am 3. März 1987 an einem Herzversagen und inneren Blutungen infolge einer Hepatitis C, die durch eine verseuchte Bluttransfusion während einer vier Jahre zuvor erfolgten Bypass-Operation ausgelöst wurde. Seine Grabstätte befindet sich auf dem Kensico Cemetery in Valhalla, Westchester County, im Bundesstaat New York.

## Soziales Engagement
1954 begann Kaye seine langjährige Tätigkeit als Botschafter für das Kinderhilfswerk der Vereinten Nationen (UNICEF). Im selben Jahr erhielt er einen Ehren-Oscar für sein auch schon zuvor geleistetes humanitäres Engagement. Den Einsatz für die UNICEF führte er bis ins hohe Alter fort. 1982, bei der 54. Academy Awards Verleihung, bekam er aus den Händen des damaligen Academy-Award-Präsidenten Gregory Peck den Jean Hersholt Humanitarian Award verliehen.
Es gelang ihm, mit Benefiz-Konzerten zehn Millionen Dollar für UNICEF zu sammeln, unter anderem mit dem Musikstück Der Hummelflug von Rimski-Korsakow, das er mit einer Fliegenklatsche dirigierte. Als UNICEF 1965 mit dem Friedensnobelpreis ausgezeichnet wurde, wurde Danny Kaye dazu bestimmt, ihn für die Organisation entgegenzunehmen.
Ganz im Dienste für UNICEF trat er am 15. März 1986
ein letztes Mal in Deutschland auf, in der letzten
Ausgabe von Auf Los geht’s los aus Düsseldorf mit Joachim Fuchsberger als Moderator, umgeben von vielen weiteren internationalen Weltstars.

## Ehrungen
- 1955 Ehrenoscar
- 6. Mai 1980 Kommandeur des Ordre des Arts et des Lettres,[11]
- 10. November 1983 Grosskreuz des Dannebrogordens
- 1986 Ritter der Ehrenlegion.[12]
- 23. Juni 1987 Presidential Medal of Freedom (Posthum)
- Médaille de la Ville de Paris
- Der Asteroid (6546) Kaye wurde nach ihm benannt.
- Danny Kayes Hand- und Fußabdrücke sind links vor dem Grauman’s Chinese Theatre in Hollywood verewigt. Auf dem Walk of Fame sind bei 6563 sowie bei 6101 und bei 6125 Hollywood Blvd. seine Sterne in den Weg eingelassen. Er war einer der wenigen Künstler, von dem dort sogar drei Sterne eingelassen wurden.

## Filmografie (Auswahl)
Kinofilme
- 1944: Up in Arms
- 1945: Der Wundermann (Wonder Man)
- 1946: Der Held des Tages (The Kid from Brooklyn)
- 1947: Das Doppelleben des Herrn Mitty (The Secret Life of Walter Mitty)
- 1948: Die tollkühne Rettung der Gangsterbraut Honey Swanson (A Song Is Born)
- 1949: Ein tolles Gefühl (It’s a Great Feeling)
- 1949: Die sündige Stadt (The Inspector General)
- 1951: An der Riviera (On the Riviera)
- 1952: Hans Christian Andersen und die Tänzerin (Hans Christian Andersen)
- 1954: Die Lachbombe (Knock on Wood)
- 1954: Weiße Weihnachten (White Christmas)
- 1955: Der Hofnarr (The Court Jester)
- 1958: Jacobowsky und der Oberst (Me and the Colonel)
- 1958: König der Spaßmacher (Merry Andrew)
- 1959: Fünf Pennies (The Five Pennies)
- 1961: General Pfeifendeckel (On the Double)
- 1962: Der Mann vom Diners Club (The Man from the Diners' Club)
- 1969: Die Irre von Chaillot (The Madwoman of Chaillot)

Fernsehen
- 1938: Autumn Laughter (Fernsehfilm)
- 1963–1967: The Danny Kaye Show
- 1964: Hoppla Lucy (The Lucy Show, Fernsehserie)
- 1967: Jacobowsky und der Oberst (Fernsehspiel)
- 1973: V.I.P.-Schaukel (Fernsehserie)
- 1976: Pinocchio
- 1978: Die Muppet Show (The Muppet Show, Fernsehserie)
- 1981: Kreuz der Gewalt (Skokie)
- 1985: Unbekannte Dimensionen (The Twilight Zone, Fernsehserie)
- 1986: Die Bill Cosby Show (The Cosby Show, Fernsehserie)
- 1986: Auf Los geht’s los (Fernsehshow)